# Avrillé (Vendée)
Avrillé és un municipi francès situat al departament de Vendée i a la regió de País del Loira. L'any 2007 tenia 1.105 habitants.

## Demografia

### Població
El 2007 la població de fet d'Avrillé era de 1.105 persones. Hi havia 485 famílies de les quals 130 eren unipersonals (71 homes vivint sols i 59 dones vivint soles), 209 parelles sense fills, 104 parelles amb fills i 42 famílies monoparentals amb fills.
La població ha evolucionat segons el següent gràfic:
Habitants censats

### Habitatges
El 2007 hi havia 837 habitatges, 492 eren l'habitatge principal de la família, 328 eren segones residències i 17 estaven desocupats. 751 eren cases i 6 eren apartaments. Dels 492 habitatges principals, 402 estaven ocupats pels seus propietaris, 73 estaven llogats i ocupats pels llogaters i 17 estaven cedits a títol gratuït; 2 tenien una cambra, 13 en tenien dues, 84 en tenien tres, 176 en tenien quatre i 218 en tenien cinc o més. 417 habitatges disposaven pel capbaix d'una plaça de pàrquing. A 258 habitatges hi havia un automòbil i a 187 n'hi havia dos o més.

### Piràmide de població
La piràmide de població per edats i sexe el 2009 era:
| Homes | Edats   | Dones |
| ----- | ------- | ----- |
| 4     | 95 o +  | 8     |
| 0     | 90 a 94 | 0     |
| 16    | 85 a 89 | 32    |
| 4     | 80 a 84 | 20    |
| 36    | 75 a 79 | 32    |
| 40    | 70 a 74 | 32    |
| 44    | 65 a 69 | 52    |
| 32    | 60 a 64 | 44    |
| 16    | 55 a 59 | 24    |
| 16    | 50 a 54 | 20    |
| 44    | 45 a 49 | 44    |
| 48    | 40 a 44 | 32    |
| 24    | 35 a 39 | 40    |
| 4     | 30 a 34 | 16    |
| 32    | 25 a 29 | 8     |
| 32    | 20 a 24 | 36    |
| 36    | 15 a 19 | 28    |
| 56    | 10 a 14 | 36    |
| 12    | 5 a 9   | 12    |
| 12    | 0 a 4   | 8     |

## Economia
El 2007 la població en edat de treballar era de 614 persones, 445 eren actives i 169 eren inactives. De les 445 persones actives 395 estaven ocupades (222 homes i 173 dones) i 50 estaven aturades (19 homes i 31 dones). De les 169 persones inactives 93 estaven jubilades, 23 estaven estudiant i 53 estaven classificades com a «altres inactius».

### Ingressos
El 2009 a Avrillé hi havia 550 unitats fiscals que integraven 1.192,5 persones, la mediana anual d'ingressos fiscals per persona era de 17.202 €.

### Activitats econòmiques
Dels 64 establiments que hi havia el 2007, 3 eren d'empreses alimentàries, 2 d'empreses de fabricació de material elèctric, 2 d'empreses de fabricació d'altres productes industrials, 20 d'empreses de construcció, 13 d'empreses de comerç i reparació d'automòbils, 2 d'empreses de transport, 9 d'empreses d'hostatgeria i restauració, 4 d'empreses financeres, 2 d'empreses immobiliàries, 3 d'entitats de l'administració pública i 4 d'empreses classificades com a «altres activitats de serveis».
Dels 23 establiments de servei als particulars que hi havia el 2009, 1 era una oficina bancària, 1 taller de reparació d'automòbils i de material agrícola, 7 paletes, 1 guixaire pintor, 3 fusteries, 2 lampisteries, 2 electricistes, 2 perruqueries, 3 restaurants i 1 agència immobiliària.
Dels 7 establiments comercials que hi havia el 2009, 1 era una botiga de més de 120 m², 1 una fleca, 1 una carnisseria, 1 una peixateria, 1 una llibreria, 1 una botiga de mobles i 1 un drogueria.
L'any 2000 a Avrillé hi havia 25 explotacions agrícoles que ocupaven un total de 1.320 hectàrees.

## Equipaments sanitaris i escolars
L'únic equipament sanitari que hi havia el 2009 era una farmàcia.
El 2009 hi havia 2 escoles elementals.

## Poblacions més properes
El següent diagrama mostra les poblacions més properes.